# العنيبة (الطفة)

تعديل مصدري - تعديل

العنيبة هي إحدى قرى عزلة القويم بمديرية الطفة التابعة لمحافظة البيضاء، بلغ تعداد سكانها 294 نسمة حسب تعداد اليمن لعام 2004.